# Вудсток (город, Миннесота)
Вудсток (англ. Woodstock) — город в округе Пайпстон, штат Миннесота, США. На площади 1,4 км² (1,4 км² — суша, водоёмов нет), согласно переписи 2002 года, проживают 132 человека. Плотность населения составляет 92 чел./км².
- Телефонный код города — 507
- Почтовый индекс — 56186
- FIPS-код города — 27-71680[1]
- GNIS-идентификатор — 0654382[2]